# Hàm sigmoid

Hàm Lôgit

Biểu đồ của hàm lỗi

Hàm sigmoid là một hàm số có dạng đường cong hình "S" hay còn gọi là  đường cong sigmoid.  Một ví dụ phổ biến của một hàm sigmoid là hàm Lôgit, được thể hiện trong hình đầu tiên và có công thức định nghĩa như sau:
{\displaystyle S(x)={\frac {1}{1+e^{-x}}}={\frac {e^{x}}{e^{x}+1}}.}
Các hàm sigmoid tiêu chuẩn khác được đưa ra trong phần ví dụ bài này.
Các trường hợp đặc biệt của hàm sigmoid là hàm Gompertz (được sử dụng ở các hệ thống mô hình mà bão hòa tại các giá trị lớn của x) và đường cong ogee (được dùng trong đập tràn của một số con đập). Hàm sigmoid là vùng chứa các số thực, với giá trị trả về thường là hàm số tăng nhưng cũng có thể là hàm số giảm. Các hàm sigmoid thường thể hiện một giá trị trả về (trục y) trong khoảng từ 0 đến 1. Một khoảng phổ biến khác thường dùng là từ −1 đến 1.
Một loạt các hàm sigmoid bao gồm các hàm logistic và hàm hyperbolic đã được sử dụng làm hàm kích hoạt các mạng thần kinh nhân tạo. Các đường cong sigmoid cũng phổ biến trong các hàm thống kê như các hàm phân phối tích lũy (từ 0 đến 1), chẳng hạn như các tích phân của phân phối logistic, phân phối chuẩn, và phân phối t Student (Student's t-distribution).

## Định nghĩa
Một hàm sigmoid là một hàm bị chặn, hàm số khả vi, hàm thực mà được định nghĩa cho tất cả giá trị thực và chứa một đạo hàm không âm ở mỗi điểm và có chính xác một điểm uốn cong (điểm quan trọng làm cho hàm có hình chữ S). Một hàm sigmoid và một cường cong sigmoid đều nói về cùng một đối tượng giống nhau.

## Các ví dụ
- Hàm Lôgit

{\displaystyle f(x)={\frac {1}{1+e^{-x}}}}

Một số hàm sigmoid được so sánh. Tất cả hàm được bình thường hóa (chuẩn hóa) theo độ dốc với điểm bắt đầu là 1.

- Hàm hyperbolic (phiên bản thay đổi và thu nhỏ của hàm logistic, ở trên)

{\displaystyle f(x)=\tanh x={\frac {e^{x}-e^{-x}}{e^{x}+e^{-x}}}}
- Các hàm lượng giác ngược

{\displaystyle f(x)=\arctan x}
- Hàm Gudermann

{\displaystyle f(x)=\operatorname {gd} (x)=\int _{0}^{x}{\frac {1}{\cosh t}}\,dt=2\arctan \left(\tanh \left({\frac {x}{2}}\right)\right)}
- Hàm lỗi

{\displaystyle f(x)=\operatorname {erf} (x)={\frac {2}{\sqrt {\pi }}}\int _{0}^{x}e^{-t^{2}}\,dt}
- Hàm logistic tổng quát

{\displaystyle f(x)=(1+e^{-x})^{-\alpha },\quad \alpha >0}
- Hàm smoothstep

{\displaystyle f(x)={\begin{cases}\displaystyle {\left(\int _{0}^{1}(1-u^{2})^{N}\ du\right)^{-1}\int _{0}^{x}(1-u^{2})^{N}\ du},&|x|\leq 1\\\\\operatorname {sgn}(x)&|x|\geq 1\\\end{cases}}\,\quad N\geq 1}
- Một số hàm số đại số, ví dụ

{\displaystyle f(x)={\frac {x}{\sqrt {1+x^{2}}}}}